# Giuseppe Verzì
Giuseppe Verzì (Marsala, 24 febbraio 1895 – ...) è stato un magistrato italiano.
È stato un magistrato di Cassazione.

È stato eletto giudice della Corte costituzionale dai magistrati della Corte di Cassazione il 27 luglio 1962 e ha giurato il 1º agosto 1962.

È stato nominato vicepresidente della Corte il 28 dicembre 1972 dal presidente Giuseppe Chiarelli. È cessato dalla carica il 1º agosto 1974.